# Spirastrellidae
Spirastrellidae (Ridley & Dendy, 1886) è una famiglia di Demospongiae.

## Tassonomia
Comprende i seguenti generi:
- Diplastrella (Topsent, 1918)
- Spirastrella (Schmidt, 1868)